# Polymixis sublutea
Polymixis sublutea är en fjärilsart som beskrevs av Turati 1909. Polymixis sublutea ingår i släktet Polymixis och familjen nattflyn. Inga underarter finns listade i Catalogue of Life.